# Guts Ishimatsu
Yuji Suzuki, meglio conosciuto come Guts Ishimatsu, in giapponese ガッツ 石松 , o anche Ishimatsu Suzuki (Kanumashi, 5 giugno 1949), è un ex pugile e attore giapponese, campione del mondo WBC dei pesi leggeri (1974-1977).

## Carriera pugilistica
Ishimatsu ha debuttato tra i professionisti nel 1966 a diciassette anni. Data la giovane età, gli inizi non furono eccellenti. Combatté i primi 24 match in Giappone, con 15 vittorie, 4 pari e 5 sconfitte. Dopo di ciò ebbe l'occasione di contendere il titolo mondiale dei pesi leggeri sul ring di Panama all'esperto pugile locale Ismael Laguna. Il 6 giugno 1970 il detentore gli inflisse una dura punizione, vincendo praticamente tutte le riprese e costringendolo al knock-out tecnico al 13º round. 
Quattro mesi più tardi, Ishimatsu volò a Melbourne per combattere con l'ex campione del mondo dei pesi gallo Lionel Rose ma non andò oltre un'onorevole sconfitta ai punti in dieci riprese. Dopo nemmeno tre settimane salì sul ring di Honolulu per combattere una virtuale semifinale al titolo mondiale con il messicano René Barrientos. Al termine delle previste dieci riprese il verdetto ai punti fu sfavorevole al giapponese di strettissima misura (1-2 punti), tenuto anche conto che un giudice si era espresso per il pari.  Nel 1972 Ishimatsu conquistò il titolo orientale e del Pacifico (OPBF) dei pesi leggeri battendo il connazionale Shinichi Kadota ai punti. 
L'anno dopo ebbe nuovamente la chance di conquistare il titolo mondiale della stessa categoria, nella versione WBA, ma trovò sulla sua strada il leggendario panamense Roberto Durán, forse il più forte peso leggero di tutti i tempi, nuovamente sul ring di Panama. Al terzo round un gancio destro del giapponese riuscì ad aprire una ferita sul sopracciglio del detentore che però riuscì a far suo il match per KOT al decimo round.
Finalmente, l'11 aprile 1974, Ishimatsu riuscì a conquistare il titolo WBC dei leggeri battendo a Tokyo per KO all'8º round il messicano Rodolfo González detto "El Gato". Dopo una prima vittoriosa difesa, concesse la rivincita al messicano González nel novembre 1974 e lo batté nuovamente per KO, inducendolo a ritirarsi definitivamente dal pugilato. Mise quindi il titolo in palio con lo scozzese Ken Buchanan, già campione del mondo, campione europeo in carica e imbattuto negli ultimi tre anni. Ishimatsu lo batté ai punti, con verdetto unanime, il 25 febbraio 1975, sempre sul ring di Tokyo.
Dopo altre due vittoriose difese, nel maggio 1976 Ishimatsu acconsentì di mettere in palio il titolo mondiale in casa del portoricano Esteban de Jesús, unico vincitore di Durán sino ad allora, per una borsa di 200.000 dollari. Il pugile giapponese perse nettamente match e cintura mondiale ai punti per verdetto unanime. Dopo aver perso il titolo dei leggeri, Ishimatsu combatté altre due volte nella categoria superiore ottenendo altrettante sconfitte che lo costrinsero ad abbandonare il pugilato, nel giugno 1978.

## Attività nel mondo dello spettacolo
Già prima della fine della sua carriera pugilistica Ishimatsu aveva iniziato ad apparire in programmi televisivi. Apparve per la prima volta in uno spettacolo di varietà nel 1974, il giorno dopo essere diventato il campione del mondo dei pesi leggeri WBC. È apparso poi in diversi film, sia in patria che all’estero. I più notevoli furono L'impero del sole (1987) di Steven Spielberg e Black Rain - Pioggia sporca (1989) di Ridley Scott. È anche apparso in numerosi drammi TV e occasionalmente ha tentato di scrivere e dirigere film per suo conto. Ha inoltre pubblicato un CD singolo, oltre a un libro che descrive le sue esperienze dentro e fuori dal ring, che è diventato un best seller. 